# Pimpinellina
La pimpinellina è una furanocumarina angolare. Deriva formalmente dall'angelicina per metossilazione.